# MOS Technology TED

Patillaje del TED.

El 7360 Text Editing Device (TED) fue un chip fabricado por MOS Technology en 1984. Era un chip gráfico que también contenía circuitería para generar sonido, refresco de DRAM, conmutación de bancos de memoria, 3 Programmable Interval Timer, y lectura del teclado. Soportaba en un mismo chip la generación de vídeo NTSC y PAL, y no precisaba circuitería auxiliar. El encapsulado era un JEDEC estándar de 48 pines DIP. Existe dos versiones, siendo la segunda la más abundante :
- 7360 se fabricó con HMOS-1 (251535-01)
- 8360 se fabricó con HMOS-2 (251535-02)

Se diseñó para la serie 264 de Commodore, con la idea de abaratar costes reuniendo en un solo chip la funcionalidad de varios, y sólo se utilizó en esa serie y sus prototipos:
- Commodore 116
- Commodore 16
- Commodore Portable 116 (prototipo)
- Commodore 232 (prototipo)
- Commodore 264 (prototipo)
- Commodore Plus/4
- Commodore 364 (prototipo; también llaamdo V364, CV364 and 364V)

## Capacidades de Video
Las prestaciones de vídeo del TED eran de lejos sólo un subconjunto de las del VIC-II. El TED soportaba cinco modos de vídeo: 
- Modo texto de 40x25 caracteres
- texto multicolor (multicolor mode)
- texto en alta resolución (enhanced color mode)
- Gráfico multicolor en 160 x 200 píxeles (Multicolor Graphics)
- Gáfico en alta resolución de 320x200 píxeles (Hi-Res Graphics)

Apenas sufrieron cambios respecto de los modos correspondientes del VIC-II. Pero el TED carecía de las capacidades de manejo de sprites del VIC-II, lo que lo convertía en inútil para los videojuegos de acción. Sin embargo el TED venía con varias prestaciones de las que carecía el VIC-II : cursor por hardware, parpadeo de caracteres por hardware, modo de texto inverso por hardware, direccionamiento directo de los juegos de caracteres, la memoria de pantalla, la memoria de colores y los planos bitmap (todo esto sin recurrir a la lógica adicional presente en los Commodore 64) y, quizá lo más destacado, control de luminancia. A 15 de sus 16 colores (el negro era la única excepción) se les podían asignar uno de los 8 valores de luminancia, lo que hacía que el TED pudiera mostrar una mucho más amplia gama de colores que el VIC-II. La paleta completa de 121 colores se muestra debajo.
| tonalidad / luminiscencia | 0    | 1    | 2    | 3    | 4    | 5    | 6    | 7    |
| 1 — negro                 | 1,0  | 1,1  | 1,2  | 1,3  | 1,4  | 1,5  | 1,6  | 1,7  |
| 2 — blanco                | 2,0  | 2,1  | 2,2  | 2,3  | 2,4  | 2,5  | 2,6  | 2,7  |
| 3 — rojo                  | 3,0  | 3,1  | 3,2  | 3,3  | 3,4  | 3,5  | 3,6  | 3,7  |
| 4 — cyan                  | 4,0  | 4,1  | 4,2  | 4,3  | 4,4  | 4,5  | 4,6  | 4,7  |
| 5 — púrpura               | 5,0  | 5,1  | 5,2  | 5,3  | 5,4  | 5,5  | 5,6  | 5,7  |
| 6 — verde                 | 6,0  | 6,1  | 6,2  | 6,3  | 6,4  | 6,5  | 6,6  | 6,7  |
| 7 — azul                  | 7,0  | 7,1  | 7,2  | 7,3  | 7,4  | 7,5  | 7,6  | 7,7  |
| 8 — amarillo              | 8,0  | 8,1  | 8,2  | 8,3  | 8,4  | 8,5  | 8,6  | 8,7  |
| 9 — naranja               | 9,0  | 9,1  | 9,2  | 9,3  | 9,4  | 9,5  | 9,6  | 9,7  |
| 10 — marrón               | 10,0 | 10,1 | 10,2 | 10,3 | 10,4 | 10,5 | 10,6 | 10,7 |
| 11 — verde amarillo       | 11,0 | 11,1 | 11,2 | 11,3 | 11,4 | 11,5 | 11,6 | 11,7 |
| 12 — rosa                 | 12,0 | 12,1 | 12,2 | 12,3 | 12,4 | 12,5 | 12,6 | 12,7 |
| 13 — azul verdoso         | 13,0 | 13,1 | 13,2 | 13,3 | 13,4 | 13,5 | 13,6 | 13,7 |
| 14 — azul claro           | 14,0 | 14,1 | 14,2 | 14,3 | 14,4 | 14,5 | 14,6 | 14,7 |
| 15 — azul marino          | 15,0 | 15,1 | 15,2 | 15,3 | 15,4 | 15,5 | 15,6 | 15,7 |
| 16 — verde claro          | 16,0 | 16,1 | 16,2 | 16,3 | 16,4 | 16,5 | 16,6 | 16,7 |

## Capacidades de sonido
El TED incorporaba un generador simple de sonido que producía dos canales de audio. el primer canal produce una onda cuadrada, y el segundo podía producir onda cuadrada o ruido blanco. Este generador de tonos fue diseñado para aplicaciones de negocio, por lo que no proporcionaba las amplias capacidades de sonido presentes en el chip SID.

## Otras características
El TED incluye tres contadores de intervalos de 16 bits, que consisten en cuentas atrás operando a la misma frecuencia que el reloj maestro. Pueden generar IRQs por desbordamiento negativo. El chip tiene también un puerto de entrada/salida, que es utilizado por los Commodore 116, Plus/4 y 16 para leer el teclado y el joystick. Además maneja la conmutación de bancos de memoria, utilizada por el sistema operativo para maximizar la cantidad de RAM disponible para el Commodore BASIC.